# Roleron
Rolerón je aerodinamična krmilna površina, ki omogoča pasivno stabilizacijo vrtenja okoli določene osi. Ime izvira iz angleščine, saj so roleroni največkrat uporabljeni za stabilizacijo vrtenja raket okrog vzdolžne osi (angl. roll), vendar se lahko uporabi tudi za stabilizacijo vrtanje okoli prečne in navpične osi letala ali rakete.
Prvi roleroni so se pojavili sredi 50. let 20. stoletja, ko se je pojavila zahteva po ustavitvi vrtenja raketnih izstrelkov okoli vzdolžne osi. Aktivna stabilizacija s pomočjo servomehanizma je bila draga, komplicirana in je prinašala precej dodatne mase, kar pa ni bilo primerno za uporabo na manjših izstrelkih.

## Zasnova
Roleron je v osnovi krilce, vgrajeno v stabilizator in je nanj prosto vpeto na sprednjem robu. blizu zadnjega roba rolerona je nameščen vrteči vztrajnik, katerega os je pravokotna na površino rolerona. Vztrajnik med vrtenjem deluje kot giroskop in s tem roleron zadrži v položaju. Če pride do vrtenja okoli osi letala ali rakete, se površina rolerona odkloni iz nevtralne lege. Pri tem nastane aerodinamična sila, ki deluje v nasprotni smeri vrtenja okoli osi in vrtenje ustavi.
Pogon vztrajnika je izveden na naslednje načine:
- S pomočjo zračnega toka (vztrajnik oblikovan kot turbina) na izstrelkih zrak-zrak
- Zagon s pomočjo navite vrvice (Strela-1)
- Zagon s pomočjo tlaka smodniških plinov (Strela-10)